# 黃體行
黃體行（1465年—？），字于道，福建興化府莆田縣人，明朝政治人物。

## 生平
弘治十四年（1501年）辛酉科福建鄉試第八十五名。弘治十五年（1502年）壬戌科進士。授戶部員外郎，因上言罷官。嘉靖初年，擢浙江處州府知府，不久乞致仕。

## 家族
曾祖父黃祥；祖父黃維器；父黃原謙。前母陳氏；母李氏。慈侍下。